# Orcher
Orcher[uttal saknas] eller orker (på engelska orc, från ett ord som används för att beskriva odjuret Grendel i Beowulf, eller från den romerska guden Orcus, dödsguden) är fiktiva humanoida varelser som först uppträdde i J.R.R. Tolkiens Midgård, där de är varelser underställda mörkrets furste Melkor (senare Morgoth) och hans efterträdare Sauron.
I Tolkiens mytologi berättar en legend att när quendi vaknade och togs till Valinor blev en del alver kvar i Midgård. Några av dessa vilsna alver infångades av Melkor och förvreds, förstördes och avlades till en ny ras. Detta betraktas av valar och eldar som det största av Melkors onda dåd. Även andra versioner av hur orcherna skapades har givits, exempelvis att de avlades av människor, onda andar eller att de skapades ur materia och gavs liv genom Melkors egen kraft på ungefär samma sätt som Sauron senare skapade den stora ringen.
Dessa varelser förekommer även i rollspelet Drakar och demoner från tidigt 1980 tal. Där beskrivs de som onda, lättlurade och våldsamma krigare eller stråtrövare som ständig törstar efter guld. Deras hud är mörk och håret svart. De bor i grottor eller ruiner i klaner under en stark ledare. De kan vistas i solljus men föredrar mörker.De är större, starkare och kraftigare byggda än människor men sällan smarta och välluktande.

## Etymologi
Stavningsvarianten orch kommer från Åke Ohlmarks översättning (Härskarringen) från 1959. Stavningen ork används i Erik Anderssons översättning (Ringarnas herre) från 2004. Den senare stavningen är mer trogen originaltextens uttal, då J.R.R. Tolkien föreskrev att orc skall utläsas med ett hårt k.

## Orchernas språk
Enligt Tolkien har orcherna inget enhetligt språk. De talar många olika dialekter som uppfattas som förvrängningar av andra språk. Sauron skapade svartspråket utifrån dessa dialekter, men det fick ingen genomslagskraft, kanske för att orcherna var vana vid att använda väströna. I fantasyrollspel brukar orcherna tala svartiska, ett språk baserat på det man känner till om svartspråket.

## Orchiska raser i Sagan om ringen
- Orcher (vättar, snaga). "Skapades" av Morgoth, troligen från alver (men det finns brev av Tolkien själv som motsäger detta). Finns spridda över hela Midgård, Dimmiga bergen, Gundabad, Angmar, Dol Guldur och Mordor. Man brukar också säga att det finns speciella bergsorcher, eller vättar, som ofta beskrivs som lite mindre och fegare än de andra orcherna, inte minst i filmatiseringarna. Det är svårtolkat om dessa orcher står under Saurons makt eller inte då de ofta strider för sig själva mot dvärgar om berg och gruvor och inte under Saurons fana.
- Uruk-Hai. Sauron avlade fram uruk-hai ungefär 600 år före Ringens krig som livvakter, men de spridde sig och blev elitsoldater i Saurons arméer.
- Halvorcher. Saruman avlade halvorcher genom att korsa orcher eller uruk-hai med dunlänningar (människor) i slutet av tredje åldern. Dessa var alltifrån väldigt orchlika till människor med glåmig hy och mörka ögon.

## Ord för 'orch' påTolkiens olika språk
- Sindarin: orch, pluralis yrch, kollektivt plural orchoth; som art även glamhoth 'skränande skara' varur glam 'orcher', glamog 'orch'
- Quenya: urco, pluralis urqui; i Midgård även orco, pluralis orcor eller orqui
- Khuzdul: rukhs, pluralis rakhâs
- Svartspråket: uruk; mindre raser även snaga (ordagrant slav)
- Adûnaiska: urku eller urkhu
- Wose-språk: (pluralis?) gorgûn

## Individuella orcher i Tolkiens mytologi
- Gorbag är en av orcherna från Minas Morgul i Konungens återkomst.
- Grishnak är en av orcherna som tillfångatar Merry och Pippin i De två tornen.
- Shagrat är befälhavare över av orcherna i Cirith Ungol i Konungens återkomst.
- Snaga är titeln eller möjligen öknamnet på en orch som Frodo och Sam tjuvlyssnar på i Mordor i Konungens återkomst.
- Ugluk är en uruk-hai i De två tornen. Det är han som leder gruppen som tillfångatar Merry och Peregrin Took. Han blir senare dödad av Eomer.

## Individuella orcher ifilmen Härskarringen
- Lurtz (spelad av Lawrence Makoare) är en av Sarumans närmaste män i filmen Sagan om ringen. Denna varelse är en Uruk-Hai som är en starkare typ av orch. Lurtz dödar en av brödraskapets medlemmar (Boromir) och blir sedan dödad av Aragorn. Han var den allra första uruk-haien som Saruman skapade (Sauron hade frammanat uruk-haier). Han bar främst båge. Han siktade dock inte så bra, men tack vare sin otroliga styrka kunde han skicka iväg en pil med enorm kraft. Efter att han blev dödad blev hans orcher och uruk-haier förvirrade. Urukerna ville följa order medan orcherna ville ta befälet. Det slutade i en stor slakt.
- Sharku (spelad av Jed Brophy) är en figur som inte finns med i Tolkiens böcker. I filmen Sagan om de två tornen är Sharku kapten för vargryttarna från Isengård. Han ledde dem i ett anfall mot Rohans folk när de försökte ta sig från Edoras mot Helms klyfta. Sharku hamnade i en strid med Aragorn och fick honom att trilla ner för en klippa. Legolas hittade Aftonstjärnan i Sharkus hand och alla trodde att Aragorn var död tills han kom ridande vid Helms klyfta.

## Orcher utanför Tolkiens värld
Wiiliam Blake I verket The Marriage of Heaven and Hell började Blake utveckla sin egen mytologi som beskrev en gudavärld med karaktärer som Orc, en messias och Urizen, en grym gud av det Gamla testamentets slag.Troligen har Tolkien, som var professor i språk, läst Blake.
Orcher förekommer även i många andra fantasyverk såsom rollspelet Drakar och Demoner, figurslagspelet Warhammer, datorspelserierna Warcraft och The Elder Scrolls. I de senare tre spelen har de fått grön hud, ett gigantiskt underbett och vildsvinsbetar. I The Elder Scrolls är de inte ondskans redskap utan kan vara ädla riddare och är kända för att vara goda krigare. I Warcrafts fantasyverk är orcher generellt inte onda men missförstås gärna så på grund av sin nyfunna krigarkultur samt den starka kontrasten mot mer "moraliska" släkten. Orchernas riktiga hudfärg är brun, de gröna orcherna har fått sin färg av en blodsförbannelse.
Orcher är även vanliga på många fantasylajv - se även svartblod.
Ett fåtal författare har skrivit böcker där svartbloden är huvudpersoner och där berättarperspekivet utgår från deras världssyn. Exempel på sådana böcker är ORCS Firstblood-serien av Stan Nicholls, Grunts av Mary Gentle och Svartblodsserien av Pierre Fröberg. Nichols vänder på hela fantasykonceptet och gör orcherna till de moraliskt goda. Gentle gör orcherna till mer korkade och humoristiska typer. Fröberg försöker ge en realistisk bild, med beskrivning av orchernas livsstil och förmågor.
Efter Rysslands invasion av Ukraina 2022 har ordet används flitigt av den Ukrainska sidan som en nedsättande benämning på ryska soldater.